# Kevin Anderson (teniszező)
Kevin Anderson (Johannesburg, 1986. május 18. –) kétszeres Grand Slam döntős dél-afrikai hivatásos teniszező. Jelenleg a legjobban rangsorolt dél-afrikai játékos. Először a 2017-es US Openen jutott fináléban, ahol a spanyol Rafael Nadaltól szenvedett vereséget. Második döntőjét pedig a 2018-as wimbledoni teniszbajnokságon játszotta, ahol a szerb Novak Đoković győzte le őt. Részt vett a 2008-as pekingi olimpián, ahol egyesben a 2. fordulóban szenvedett vereséget Nicolas Kiefertől, míg párosban Jeff Coetzee partnereként az első körben szenvedett 3 szettes vereséget az 5. kiemelt  Nicolás Almagro, David Ferrer kettőstől. Karrierje során 5 egyéni, illetve 1 páros ATP tornán diadalmaskodott. 2022 májusában bejelentette a visszavonulását.
Nős, felesége Kelsey O’Neal Anderson. 2011. november 10-én házasodtak össze.

## Grand Slam-döntői

### Egyéni

#### Elveszített döntői (2)
| Év   | Torna     | Ellenfél a döntőben | Eredmény a döntőben |
| 2017 | US Open   | Rafael Nadal        | 3-6, 3-6, 4-6       |
| 2018 | Wimbledon | Novak Đoković       | 2-6, 2-6, 6-7(3)    |

## ATP-döntői

### Egyéni

#### Győzelmei (4)
| Összesítés                                            | Összesítés |
| ----------------------------------------------------- | ---------- |
| Grand Slam-torna                                      | (0)        |
| ATP World Tour Masters 1000 / ATP Masters Series      | (0)        |
| ATP World Tour 500 Series / International Series Gold | (1)        |
| ATP World Tour 250 Series / International Series      | (4)        |
| ATP World Tour Finals / Tennis Masters Cup            | (0)        |

|   | Dátum               | Torna                                                         | Borítás    | Ellenfél a döntőben   | Eredmény a döntőben |
| 1 | 2011. február 6.    | SA Tennis Open, Johannesburg                                  | Kemény     | Szomdev Devvarman     | 4-6, 6-3, 6-2       |
| 2 | 2012. március 4.    | Delray Beach International Tennis Championships, Delray Beach | Kemény     | Marinko Matosevic     | 6-4, 7-6(2)         |
| 3 | 2015. augusztus 30. | Winston-Salem Open, Winston-Salem                             | Kemény     | Pierre-Hugues Herbert | 6-4, 7-5            |
| 4 | 2018. február 18.   | New York Open, New York                                       | Kemény (f) | Sam Querrey           | 4-6, 6-3, 7-6(1)    |
| 5 | 2018. október 28.   | Erste Bank Open 500, Bécs                                     | Kemény (f) | Nisikori Kei          | 4-6, 6-3, 7-6(1)    |

#### Elvesztett döntői (13)
|    | Dátum                | Torna                                                         | Borítás    | Ellenfél a döntőben   | Eredmény a döntőben    |
| 1  | 2008. március 9.     | Tennis Channel Open, Las Vegas                                | Kemény     | Sam Querrey           | 6-4, 3-6, 4-6          |
| 2  | 2013. január 12.     | Apia International Sydney, Sydney                             | Kemény     | Bernard Tomic         | 3-6, 7-6(2), 3-6       |
| 3  | 2013. április 14.    | Grand Prix Hassan II, Casablanca                              | Salak      | Tommy Robredo         | 6-7(6), 6-4, 3-6       |
| 4  | 2013. július 28.     | BB&T Atlanta Open, Atlanta                                    | Kemény     | John Isner            | 7-6(3), 6-7(2), 6-7(2) |
| 5  | 2014. február 23.    | Delray Beach International Tennis Championships, Delray Beach | Kemény     | Marin Čilić           | 6-7(6), 7-6(7), 4-6    |
| 6  | 2014. március 2.     | Abierto Mexicano Telcel, Acapulco                             | Kemény     | Grigor Dimitrov       | 6-7(1), 6-3, 6-7(5)    |
| 7  | 2015. február 15.    | Memphis Open, Memphis                                         | Kemény (f) | Nisikori Kei          | 4-6, 4-6               |
| 8  | 2015. június 21.     | Queen’s Club Championships, London                            | Fű         | Andy Murray           | 3-6, 4-6               |
| 9  | 2017. augusztus 6.   | Citi Open, Washington                                         | Kemény     | Alexander Zverev      | 4-6, 4-6               |
| 10 | 2017. szeptember 10. | US Open, New York                                             | Kemény     | Rafael Nadal          | 3-6, 3-6, 4-6          |
| 11 | 2018. január 6.      | Tata Open Maharashtra, Púna                                   | Kemény     | Gilles Simon          | 6-7(4), 2-6            |
| 12 | 2018. március 4.     | Abierto Mexicano Telcel, Acapulco                             | Kemény     | Juan Martín del Potro | 4-6, 4-6               |
| 13 | 2018. július 15.     | Wimbledon, London                                             | Fű         | Novak Đoković         | 2-6, 2-6, 6-7(3)       |

### Páros

#### Győzelmei (1)
| Összesítés                                            | Összesítés |
| ----------------------------------------------------- | ---------- |
| Grand Slam-torna                                      | (0)        |
| ATP World Tour Masters 1000 / ATP Masters Series      | (0)        |
| ATP World Tour 500 Series / International Series Gold | (1)        |
| ATP World Tour 250 Series / International Series      | (0)        |
| ATP World Tour Finals / Tennis Masters Cup            | (0)        |

|   | Dátum            | Torna                             | Borítás | Partner       | Ellenfelek a döntőben           | Eredmény a döntőben |
| 1 | 2014. március 2. | Abierto Mexicano Telcel, Acapulco | Kemény  | Matthew Ebden | Feliciano López / Makszim Mirni | 6-3, 6-3            |

#### Elvesztett döntői (3)
|   | Dátum              | Torna                   | Borítás    | Partner       | Ellenfelek a döntőben              | Eredmény a döntőben    |             |
| 1 | 2012. február 19.  | SAP Open, San Jose      | Kemény     | Frank Moser   | Mark Knowles / Xavier Malisse      | 4-6, 6-1, [5-10]       |             |
| 2 | 2012. augusztus 5. | Citi Open, Washington   | Kemény     | Sam Querrey   | Treat Conrad Huey / Dominic Inglot | 6-7(7), 7-6(9), [5-10] | (részletek) |
| 3 | 2014. október 26.  | Valencia Open, Valencia | Kemény (f) | Jérémy Chardy | Jean-Julien Rojer / Horia Tecau    | 4-6, 2-6               |             |

## Eredményei Grand Slam-tornákon
| Grand Slam | Australian Open | Australian Open | Roland Garros | Roland Garros          | Wimbledon | Wimbledon           | US Open   | US Open            |
| Év         | Eredmény        | Utolsó ellenfél | Eredmény      | Utolsó ellenfél        | Eredmény  | Utolsó ellenfél     | Eredmény  | Utolsó ellenfél    |
| 2008       | 1.kör           | Alejandro Falla | -             | -                      | 1.kör     | Agustín Calleri     | -         | -                  |
| 2009       | 1.kör           | Marin Čilić     | -             | -                      | -         | -                   | -         | -                  |
| 2010       | 1.kör           | Andy Murray     | 1.kör         | Édouard Roger-Vasselin | 1.kör     | Nyikolaj Davigyenko | 3.kör     | Richard Gasquet    |
| 2011       | 1.kör           | Blaž Kavčič     | 2.kör         | Juan Ignacio Chela     | 2.kör     | Novak Đoković       | 3.kör     | Mardy Fish         |
| 2012       | 3.kör           | Tomáš Berdych   | 3.kör         | Tomáš Berdych          | 1.kör     | Grigor Dimitrov     | 1.kör     | David Ferrer       |
| 2013       | 4.kör           | Tomáš Berdych   | 4.kör         | David Ferrer           | 3.kör     | Tomáš Berdych       | 2.kör     | Márkosz Pagdatísz  |
| 2014       | 4.kör           | Tomáš Berdych   | 4.kör         | David Ferrer           | 4.kör     | Andy Murray         | 3.kör     | Marin Čilić        |
| 2015       | 4.kör           | Rafael Nadal    | 3.kör         | Richard Gasquet        | 4.kör     | Novak Đoković       | 1/4 döntő | Stanislas Wawrinka |
| 2016       | 1.kör           | Rajeev Ram      | 1.kör         | Stéphane Robert        | 1.kör     | Gyenisz Isztomin    | 3.kör     | Jo-Wilfried Tsonga |
| 2017       | -               | -               | 4.kör         | Marin Čilić            | 4.kör     | Sam Querrey         | Döntő     | Rafael Nadal       |
| 2018       | 1.kör           | Kyle Edmund     | 4.kör         | Diego Schwartzman      | Döntő     | Novak Đoković       | 4.kör     | Dominic Thiem      |

## Év végi világranglista-helyezései
| Év       | 2007 | 2008 | 2009 | 2010 | 2011 | 2012 | 2013 | 2014 | 2015 | 2016 | 2017 | 2018 |
| Helyezés | 228  | 106  | 162  | 61   | 32   | 37   | 20   | 16   | 12   | 67   | 14   | 6    |

## Győzelmei top 10-es játékos ellen évenként
| Szezon    | 2008 | 2009 | 2010 | 2011 | 2012 | 2013 | 2014 | 2015 | 2016 | 2017 | 2018 |
| Győzelmek | 1    | 0    | 0    | 1    | 0    | 1    | 4    | 3    | 1    | 1    | 5    |

### Győzelmei top 10-es játékos ellen részletesen
|      | Ellenfél           | Ranglista | Torna                      | Borítás    | Forduló     | Eredmény                           |
| 2008 |                    |           |                            |            |             |                                    |
| 1.   | Novak Đoković      | 3         | Miami Masters              | Kemény     | 2. kör      | 7–6(1), 3–6, 6–4                   |
| 2011 |                    |           |                            |            |             |                                    |
| 2.   | Andy Murray        | 4         | Rogers Cup                 | Kemény     | 2. kör      | 6–3, 6–1                           |
| 2013 |                    |           |                            |            |             |                                    |
| 3.   | David Ferrer       | 4         | BNP Paribas Open           | Kemény     | 2. kör      | 3–6, 6–4, 6–3                      |
| 2014 |                    |           |                            |            |             |                                    |
| 4.   | David Ferrer       | 4         | Abierto Mexicano Telcel    | Kemény     | Negyeddöntő | 2–6, 4–2-nél feladta               |
| 5.   | Stanislas Wawrinka | 3         | BNP Paribas Open           | Kemény     | 4. kör      | 7–6(1), 4–6, 6–1                   |
| 6.   | Stanislas Wawrinka | 4         | Rogers Cup                 | Kemény     | 3. kör      | 7–6(8), 7–5                        |
| 7.   | Stanislas Wawrinka | 4         | BNP Paribas Masters        | Kemény (f) | 3. kör      | 6–7(2), 7–5, 7–6(3)                |
| 2015 |                    |           |                            |            |             |                                    |
| 8.   | Stanislas Wawrinka | 4         | Queen’s Club Championships | Fű         | 2. kör      | 7–6(4), 7–6(11)                    |
| 9.   | Andy Murray        | 3         | US Open                    | Kemény     | 4. kör      | 7–6(5), 6–3, 6–7(2), 7–6(0)        |
| 10.  | Nisikori Kei       | 6         | Shanghai Masters           | Kemény     | 3. kör      | 7–6(10), 7–6(3)                    |
| 2016 |                    |           |                            |            |             |                                    |
| 11.  | Dominic Thiem      | 9         | Rogers Cup                 | Kemény     | 2. kör      | 4–1-nél feladta                    |
| 2017 |                    |           |                            |            |             |                                    |
| 12.  | Dominic Thiem      | 7         | Citi Open                  | Kemény     | 3. kör      | 6–3, 6–7(6), 7–6(7)                |
| 2018 |                    |           |                            |            |             |                                    |
| 13.  | Roger Federer      | 2         | Wimbledon                  | Fű         | Negyeddöntő | 2–6, 6–7(5), 7–5, 6–4, 13–11       |
| 14.  | John Isner         | 10        | Wimbledon                  | Fű         | Elődöntő    | 7–6(6), 6–7(5), 6–7(9), 6–4, 26–24 |
| 15.  | Grigor Dimitrov    | 5         | Rogers Cup                 | Kemény     | Negyeddöntő | 6–2, 6–2                           |
| 16.  | Dominic Thiem      | 8         | Nitto ATP Finals           | Kemény (f) | Csoport     | 6–3, 7–6(10)                       |
| 17.  | Nisikori Kei       | 9         | Nitto ATP Finals           | Kemény (f) | Csoport     | 6–0, 6–1                           |